# 米国特許商標庁

外観
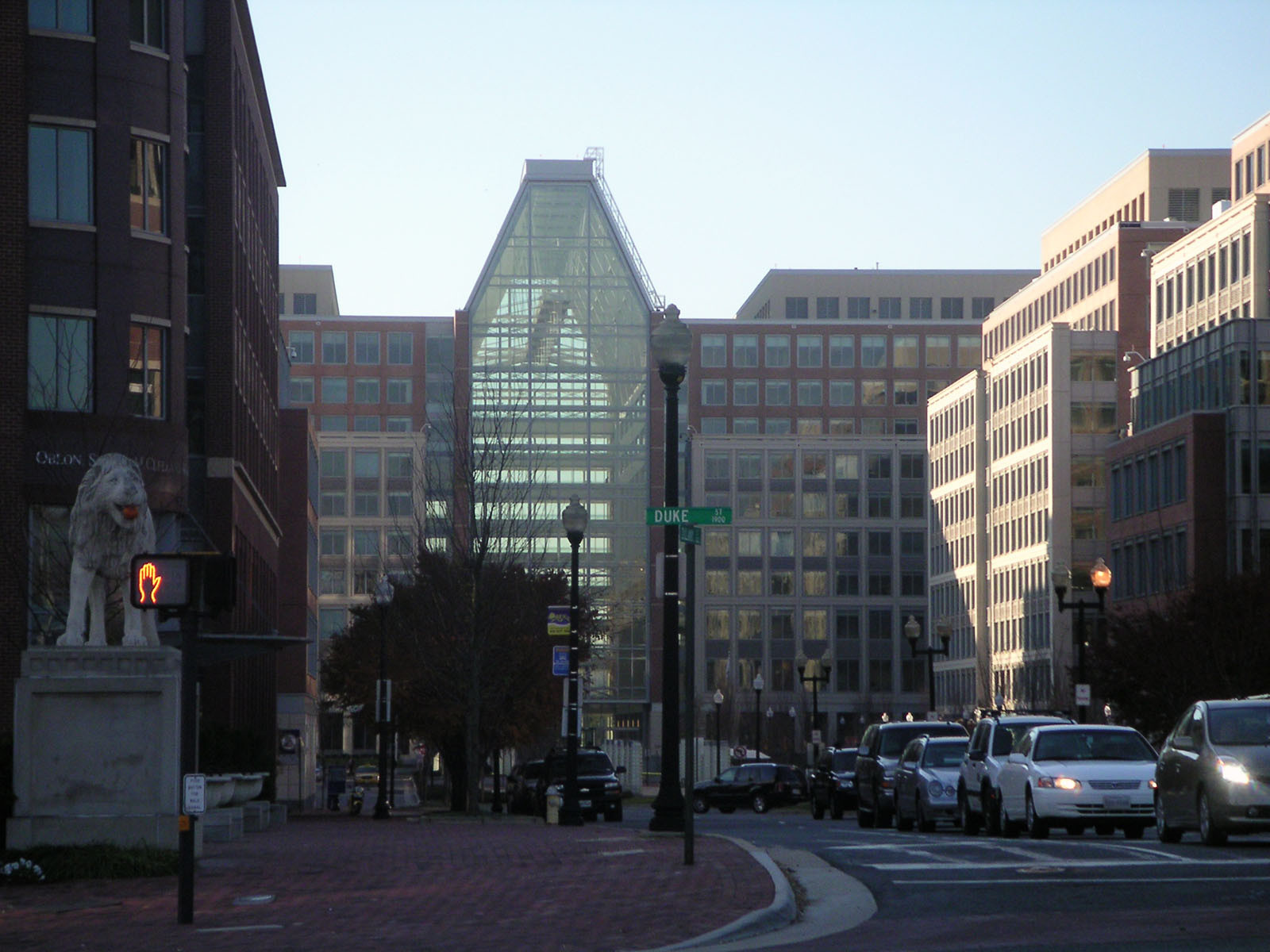
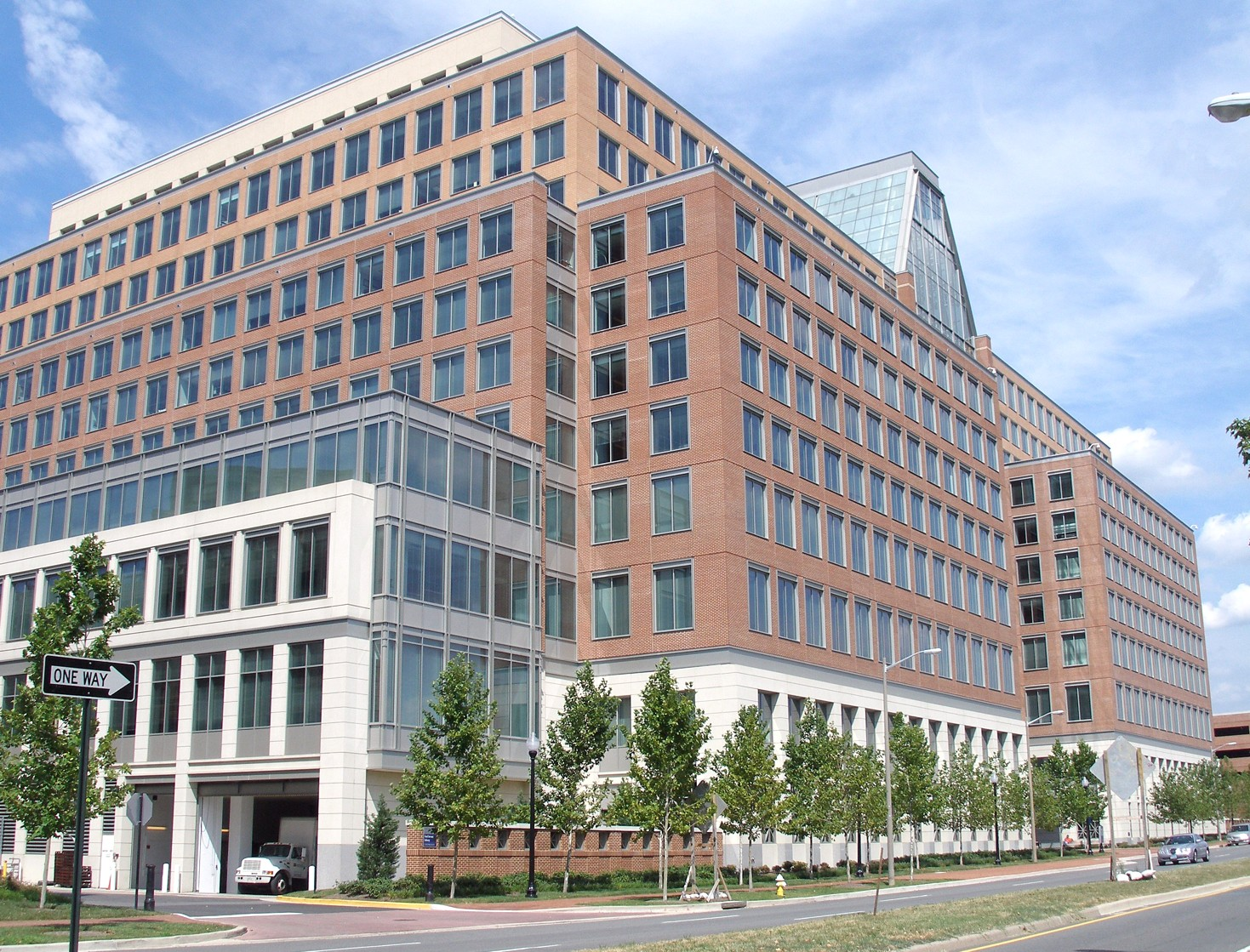

 アメリカ合衆国特許商標庁（アメリカがっしゅうこくとっきょしょうひょうちょう、英：United States Patent and Trademark Office, USPTO）は、アメリカ合衆国連邦政府の商務省に属する機関のひとつで、特許及び商標の権利付与を所掌する。

## 概要
米国特許商標庁は、米国特許法及び米国商標法（ランハム法）に基づく特許及び商標の権利付与を所掌する。
米国特許法では、日本の意匠に相当するDesign Patent（意匠特許、デザイン特許）、及び、植物を保護するPlant Patent（植物特許）も保護の対象となっており、米国特許商標庁の所掌にはこれらの権利の付与も含まれる。この2つに対して、通常の特許は Utility Patent（実用特許）と呼ばれることがある。なお、植物品種保護制度としては、Plant Patent（植物特許）以外に、農務省が所掌する植物品種保護法（Plant Variety Protection Act）が別途存在する。また、米国には、日本の実用新案に相当する制度は存在しない。
商標については、米国商標法（ランハム法）に基づく連邦政府の保護制度のほかに、州ごとにコモン・ローによる保護制度が存在するが、後者は米国特許商標庁の所掌ではない。
米国特許商標庁の本庁舎は、かつてはバージニア州アーリントン郡クリスタルシティにあったが、2006年に同州アレクサンドリアに移転した。
米国特許商標庁の総職員数は8,913人で、うち5,477人が特許審査官、404人が商標審査官である（2007年9月30日現在）。近年の出願急増に対応するために、米国特許商標庁では2006会計年度に1,218人の特許審査官を採用しており、2007年度から2011年度にかけても毎年1,200人以上の審査官を採用する計画である。